# Oplegnathus punctatus
Oplegnathus punctatus är en fiskart som först beskrevs av Temminck och Schlegel, 1844.  Oplegnathus punctatus ingår i släktet Oplegnathus och familjen Oplegnathidae. Inga underarter finns listade i Catalogue of Life.